# Dutar
El dutar es un instrumento de cuerda pulsada y rasgueada, tradicional del Asia central y el sur de Asia. Es un tipo de laúd en forma de pera con mástil largo, de dos cuerdas generalmente. En un principio las cuerdas eran hechas de tripa, y después se han fabricado de seda y nailon. Tiene un timbre cálido y dulce. Las medidas típicas oscilan entre uno y dos metros de largo.

## Ejecutantes
- Haj Ghorban Soleimani (1922 -2008)
- Sevara Nazarkhan